# Alexander Todd
Alexander Robertus Todd, Baron Todd (Glasgow, 2 oktober 1907 – Cambridge, 10 januari 1997) was een Schots biochemicus. Hij heeft onderzoek gedaan de structuur en synthese van nucleotiden, nucleosiden en nucleotide co-enzymen. In 1957 is hem de Nobelprijs voor Scheikunde toegekend.

## Biografie
Todd werd geboren nabij Glasgow als de oudste zoon van zakenman Alexander Robertus Todd en Jean Lowrie. Hij genoot zijn opleiding aan de Allan Glen's School, behaalde in 1928 zijn Bachelor of Science aan de Universiteit van Glasgow en in 1931 zijn doctoraal aan de Universiteit van Frankfurt voor zijn thesis over de chemie van de galzuren. Tussen 1931 en 1934 werkte hij in Engeland samen met Robert Robinson aan anthocyanen en andere pigmenten. In 1933 behaalde Todd aan het Oriel College van de Universiteit van Oxford zijn tweede doctoraat. In 1934 keerde hij terug naar Schotland naar de Universiteit van Edinburgh.
In 1938 werd Todd benoemd tot hoogleraar scheikunde aan de Universiteit van Manchester. Aan deze universiteit startte hij zijn onderzoek naar nucleosiden. Dit zijn verbindingen die de structuureenheden van nucleïnezuren (DNA en RNA) vormen. In 1952 was Todd in staat een eerste schets te maken van hoe de samenstellende delen van het DNA, namelijk base, suiker en fosfaat, aan elkaar waren verbonden. Het bleek dat fosfaten en suikers de ruggengraat vormden waaraan de basen waren gehangen.
Van 1944 tot aan zijn pensionering in 1971 was hij hoogleraar organische chemie aan het Christ's College van de Universiteit van Cambridge. In 1949 synthetiseerde hij adenosinedifosfaat en adenosinetrifosfaat (ADP en ATP) en in 1952 flavine-adeninedinucleotide (FAD).
Samenwerkend met Dorothy Crowfoot Hodgkin ontdekte hij in 1955 de structuur van vitamine B12, de anti-pernicieuze anemiefactor welke noodzakelijk is voor de vorming van rode bloedcellen. Todds chemische studies naar de degradatieproducten van vitamine B12 waren cruciaal voor Hodgkins röntgenbepaling van de structuur ervan. Verder onderzocht hij de structuur en synthese van vitamine B1, vitamine E en de anthocyanen (pigmenten van bloemen en fruit) van insecten (bladluizen en kevers). Ook onderzocht hij alkaloïde, een stof die gevonden wordt in hasj en marihuana.
In 1954 werd hij geridderd tot sir Alexander Todd en in 1962 verheven in de adelstand tot baron Todd van Trumpington. In 1970 werd hem de Copley Medal toegekend. Eerder, in 1955, had hij al de Royal Medal gekregen en 1977 verkreeg hij de Order of Merit. In 1978 ontving hij de Gouden Lomonosov-medaille van de toenmalige Academie van Wetenschappen van USSR. Lord Todd was gehuwd met Alison Sarah Dale, de dochter van Nobellaureraat sir Henry Hallett Dale. Samen kregen ze een zoon, Alexander Henry, en twee dochters, Helen Jean en Hilary Alison.

## Trivia
- De Zwitserse chemicus en onderneemster Marguerite Steiger (1909-1990) was enige tijd bij Todd in dienst.[2]

- Bibsys: 2054963
- Bibliothèque nationale de France: cb12418046k (data)
- Catàleg d'autoritats de noms i títols de Catalunya: 981058523667606706
- Gemeinsame Normdatei: 125599102
- International Standard Name Identifier: 0000 0001 0903 3413
- Library of Congress Control Number: n83034676
- Nationale bibliotheek van Australië: 35218088
- Nationale Bibliotheek van Israël: 987007440911305171
- Nederlandse Thesaurus van Auteursnamen: 070343918
- Réseau des bibliothèques de Suisse occidentale: 02-A003903543
- SNAC: w6r49sbf
- Système universitaire de documentation: 084997508
- Trove: 869829
- Virtual International Authority File: 55518922
- WorldCat: E39PBJcKG3CFdMCgPYy9pJJ7HC

1901: Van 't Hoff ·
1902: E. Fischer ·
1903: Arrhenius ·
1904: Ramsay ·
1905: Baeyer ·
1906: Moissan ·
1907: Buchner ·
1908: Rutherford ·
1909: Ostwald ·
1910: Wallach ·
1911: Curie ·
1912: Grignard, Sabatier ·
1913: Werner ·
1914: Richards ·
1915: Willstätter ·
1918: Haber ·
1920: Nernst ·
1921: Soddy ·
1922: Aston ·
1923: Pregl ·
1925: Zsigmondy ·
1926: Svedberg ·
1927: Wieland ·
1928: Windaus ·
1929: Harden, Euler-Chelpin ·
1930: H. Fischer · 
1931: Bosch, Bergius ·
1932: Langmuir ·
1934: Urey ·
1935: F. Joliot-Curie, I. Joliot-Curie ·
1936: Debye ·
1937: Haworth, Karrer ·
1938: Kuhn ·
1939: Butenandt, Ružička ·
1943: Hevesy · 
1944: Hahn ·
1945: Virtanen ·
1946: Sumner, Northrop, Stanley ·
1947: Robinson · 
1948: Tiselius · 
1949: Giauque ·
1950: Diels, Alder ·
1951: McMillan, Seaborg ·
1952: Martin, Synge ·
1953: Staudinger ·
1954: Pauling ·
1955: Vigneaud ·
1956: Hinshelwood, Semjonov ·
1957: Todd ·
1958: Sanger ·
1959: Heyrovský ·
1960: Libby ·
1961: Calvin ·
1962: Perutz, Kendrew ·
1963: Ziegler, Natta ·
1964: Hodgkin ·
1965: Woodward ·
1966: Mulliken ·
1967: Eigen, Norrish, Porter ·
1968: Onsager ·
1969: Barton, Hassel ·
1970: Leloir ·
1971: Herzberg ·
1972: Anfinsen, Moore, Stein · 
1973: E.O. Fischer, Wilkinson · 
1974: Flory ·
1975: Cornforth, Prelog ·
1976: Lipscomb ·
1977: Prigogine · 
1978: Mitchell ·
1979: Brown, Wittig ·
1980: Berg, Gilbert, Sanger ·
1981: Fukui, Hoffmann ·
1982: Klug ·
1983: Taube ·
1984: Merrifield ·
1985: Hauptman, Karle ·
1986: Herschbach, Lee, Polanyi ·
1987: Cram, Lehn, Pedersen ·
1988: Deisenhofer, Huber, Michel ·
1989: Altman, Cech ·
1990: Corey ·
1991: Ernst ·
1992: Marcus ·
1993: Mullis, Smith ·
1994: Olah ·
1995: Crutzen, Molina, Rowland ·
1996: Curl, Kroto, Smalley ·
1997: Boyer, Walker, Skou ·
1998: Kohn, Pople ·
1999: Zewail ·
2000: Heeger, MacDiarmid, Shirakawa ·
2001: Knowles, Noyori, Sharpless ·
2002: Fenn, Tanaka, Wüthrich ·
2003: Agre, MacKinnon ·
2004: Ciechanover, Hershko, Rose ·
2005: Grubbs, Schrock, Chauvin ·
2006: Kornberg ·
2007: Ertl ·
2008: Shimomura, Chalfie, Tsien ·
2009: Steitz, Yonath, Ramakrishnan ·
2010: Heck, Negishi, Suzuki ·
2011: Shechtman ·
2012: Kobilka, Lefkowitz ·
2013: Karplus, Levitt, Warshel ·
2014: Betzig, Hell, Moerner ·
2015: Lindahl, Modrich, Sancar ·
2016: Sauvage, Stoddart, Feringa ·
2017: Dubochet, Frank, Henderson · 
2018: Arnold, Winter, Smith ·   
2019: Goodenough, Whittingham, Yoshino ·
2020: Charpentier, Doudna ·
2021: List, MacMillan ·
2022: Bertozzi, Meldal, Sharpless ·
2023: Bawendi, Brus, Jekimov ·
2024: Baker, Hassabis, Jumper